# Plantago penantha
Plantago penantha là một loài thực vật có hoa trong họ Mã đề. Loài này được Griseb. miêu tả khoa học đầu tiên năm 1879.